# Personalizacja (marketing)
Personalizacja (podobnie jak kastomizacja) – dostosowanie dowolnego elementu mieszanki marketingowej (marketing mix) – ceny, produktu, sposobu dystrybucji lub promocji – do indywidualnych potrzeb klienta. Personalizacja (w przeciwieństwie do kastomizacji) dokonywana jest wyłącznie na podstawie informacji będących wewnątrz organizacji.
Jeżeli więc wewnątrz organizacji jest wiedza o kliencie (począwszy od jego danych osobowych i adresowych na historii zachowań zakupowych skończywszy) i organizacja postanawia zrobić z nich użytek dostosowując swój produkt, sposób jego promocji i dystrybucji czy cenę do indywidualnych potrzeb, wtedy mówimy o personalizacji. Jeżeli jednak to w ręce klienta organizacja oddaje kluczową decyzję (dając mu do wyboru długą listę parametrów do wyboru), bo nie wie do końca czego może on potrzebować, wtedy jest to już tylko kastomizacja.
Powyższy rozdział pojęć został zaproponowany przez Franka Pillera z Massachusetts Institute of Technology, jednak istnieje ciągle żywy spór o semantykę obu słów.